# 劇団再生
劇団再生（げきだんさいせい）とは、高木尋士率いる日本の劇団。2006年に旗揚げされた。2007年9月、見沢知廉の小説『天皇ごっこ』を舞台化。現在、Asagaya/Loft Aにて年数回の公演を行っている。
2012年、「劇団再生」が組織替えにより、「オフィス再生」となる。

## 特徴
客演を呼ばず、劇団員のみで公演を行うことが特徴。公演は、トークショーと演劇で構成されている。トークショーには鈴木邦男（一水会顧問）をゲストに呼ぶ事が多い。
ドストエフスキーや見沢知廉など小説をモチーフにした作品の他に、高木尋士のオリジナル作品を発表している。

## 作品
- 『天皇ごっこ～母と息子の囚人狂時代～』（2007年9月、中目黒ウッディーシアター）
- 『天皇ごっこ～思想ちゃんと病ちゃんと～』（2008年4月、Asagaya/Loft A）
- 『Symphony#09・罪と罰、マジで大迷惑！』（2008年8月、Asagaya/Loft A）
- 『スーザンナ・マルガレータ・ブラント』（2008年12月、Asagaya/Loft A）
- 『詞篇・レプリカ少女譚』（2009年3月、Asagaya/Loft A）
- 『雨の起源～天皇ごっこ～』（2009年6月、DRESS AKIBA HALL）
- 『天皇ごっこ～調律の帝国～』（2009年8月、Asagaya/Loft A）
- 『空の起源～天皇ごっこ～』（2009年11月、DRESS AKIBA HALL）

## 劇団員
2009年12月現在
代表
高木尋士
演出助手
市川未来
制作
中田祐子
役者
磯崎いなほ
鶴見直斗
田中惠子
さとうまりこ
あべあゆみ
田上雄理
宮永歩実

## 関連事項
- 見沢知廉（作家）
- 鈴木邦男（一水会顧問）
- 高木尋士
- 大浦信行